# Ignacio Luis Vallarta
Ignacio Luis Vallarta Ogazón (Guadalajara, Jalisco, 25 de agosto de 1830 - Ciudad de México, 31 de diciembre de 1893) fue gobernador de Jalisco, secretario de Gobernación, secretario de Relaciones Exteriores, presidente de la Suprema Corte de Justicia de la Nación y candidato a la presidencia de la república en 1880.

## Estudios e ingreso a la política
Estudió en el Seminario Conciliar de Guadalajara, después en el Instituto de Ciencias de Jalisco; en 1854 terminó la carrera de jurisprudencia en la Universidad de Guadalajara con el título de abogado.
Comenzó a destacar en la política; fue nombrado secretario particular del gobernador Santos Degollado en septiembre de 1855 y colaboró con Miguel Cruz-Aedo y José María Vigil. Fue catedrático de Derecho natural, Historia y Economía política.
Durante la redacción de la Constitución de 1857 colaboró con el Congreso Constituyente y propuso la supresión de alcabalas y comandancias militares, la derogación de la pena de muerte y la expulsión de la Compañía de Jesús de México. 
Fue secretario del gobernador de Jalisco Pedro Ogazón (su primo hermano), participó con los liberales durante la Guerra de Reforma; al terminar el conflicto armado se le nombró coronel del batallón Hidalgo. En 1862 fue elegido diputado federal, pero rechazó la curul, ya que consideró no haber obtenido una votación mayoritaria.

## Gobernador de Jalisco
Después de rechazar el puesto de secretario de Gobernación, Vallarta fue nombrado gobernador de Jalisco, pero el general José María Arteaga se negó a darle posesión. Vallarta acompañó a Benito Juárez en su recorrido en defensa de la República durante la Segunda Intervención Francesa en México. 
En 1871 fue elegido gobernador del estado de Jalisco; durante su gobierno se fundó la Escuela de Agricultura. Estableció la obligatoriedad de la educación primaria. Muchos consideraron que su administración como gobernador fue fructífera, a pesar del problema surgido con la Revolución de La Noria, el cual produjo disturbios en el estado y frenó el desarrollo normal de las actividades gubernamentales. Vallarta entregó el gobierno de Jalisco en 1875.

## Ministerio
En la Ciudad de México ocupó el cargo de ministro de Gobernación durante el gobierno de Juárez. Fue secretario de Relaciones Exteriores durante el gobierno de Porfirio Díaz. Durante su gestión, rechazó suscribir cualquier tratado de reconocimiento al gobierno de México por parte de los Estados Unidos a cambio de privilegiar el paso libre de tropas estadounidenses en persecución de indios a través de la frontera México-Estados Unidos. En 1878, logró el restablecimiento de relaciones diplomáticas entre Estados Unidos y México. Trabajó en la aclaración de los límites fronterizos de México y Honduras Británica.

## Escritos
Vallarta también destacó como orador y con la redacción de diversos escritos sobre economía y política. Algunas de sus tesis sobre derecho constitucional emitidas en el ejercicio como magistrado de la Suprema Corte de Justicia de México están contenidas en sus votos particulares. Empero, otras rezuman en las labores del Congreso Constituyente de 1856-1857, que produjo la Constitución de 1857, o se encuentran en otras publicaciones, entre las que ocupa un lugar señero El juicio de amparo y el writ of Habeas Corpus: ensayo crítico-comparativo sobre esos recursos constitucionales, normalmente mencionada como El juicio de amparo, por lo cual no pocas veces, por ignorancia, se atribuye al prócer la escritura de un segundo libro El writ [sic] de habeas corpus, al interpretar mal la conjunción copulativa "y" en el título de la obra, a lo que contribuye la supresión del subtítulo (errata lamentable que se puede encontrar en las fuentes de este artículo, como aquí).

## Suprema Corte de Justicia

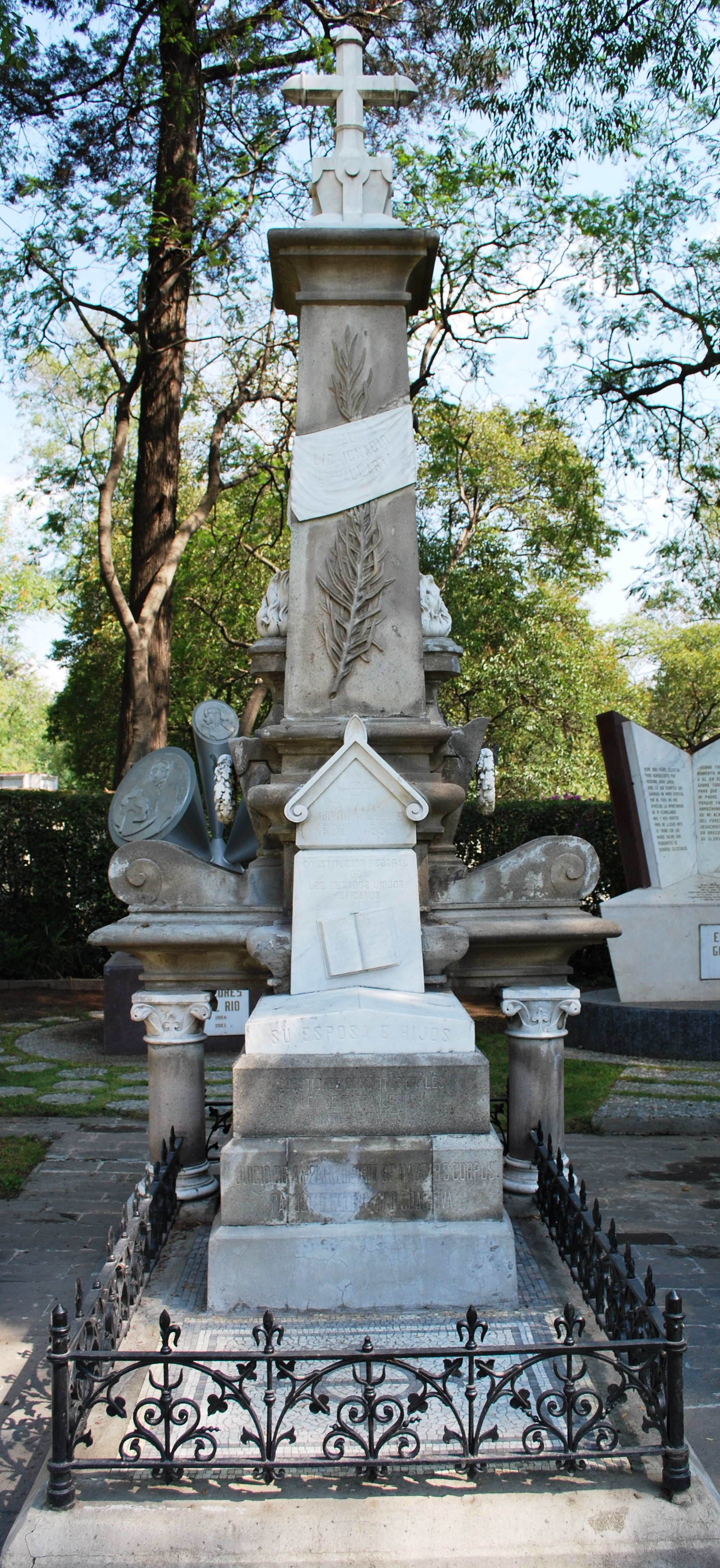
Sepulcro de Ignacio L. Vallarta en la Rotonda de las Personas Ilustres (México).

En 1877 y alternando el puesto de ministro de Relaciones Exteriores, fue nombrado presidente de la Suprema Corte de Justicia; renunció al cargo en 1882 y se retiró a la vida privada.

## Muerte
Falleció víctima de fiebre tifoidea el 31 de diciembre de 1893. Se le rindió tributo en el Teatro Degollado. Sus restos descansan en la Rotonda de las Personas Ilustres en la Ciudad de México. Puerto Vallarta lleva tal nombre en su memoria.